# Hieracium farrense
Hieracium farrense es una especie de planta con flor del género Hieracium, de la familia Asteraceae, orden Asterales.

## Distribución
Hieracium farrense se distribuye por Escocia.

## Taxonomía
Fue descrita científicamente por F. Hanb.
Tratamiento taxonómico
La especie aparece registrada y publicada en J. Bot.